# Rurociągi
Rurociągi (czasopismo, kwartalnik) – fachowe ogólnopolskie czasopismo naukowo-techniczne z dziedziny geopolityki paliwowo - energetycznej oraz wydobycia i przesyłu surowców energetycznych w kontekście suwerenności energetycznej Polski. Kwartalnik powstał w roku 1995 (do sierpnia 2011 ukazały się 63 numery), redaktorem naczelnym jest założyciel pisma - Witold Stanisław Michałowski. "Rurociągi" są oficjalnym organem prasowym ogólnopolskiego Stowarzyszenia Liga Konsumentów Energii.